# Sougen no Shoujo Laura
Laura, The Prairie Girl (яп. 草原の少女ローラ Со:гэн но Сёдзё Ро:ра, «Лора, девочка из прерий») — японский аниме-сериал, созданный студией Nippon Animation по мотивам романа Маленький домик в большом лесу авторства Лоры Инглз-Уайлдер..

## Сюжет
Действие происходит в северной Америке, в ту эпоху, когда белые колонисты осваивали просторные земли Америки. Маленькая девочка по имени Лора путешествует вместе со своими сестрами и родителями, по дикому западу, чтобы найти себе плодородную землю для будущего дома, на пути им предстоит столкнуться и пройти через множество новых трудностей и испытаний.

## Персонажи
| Персонажи      | Японский Дубляж |
| -------------- | --------------- |
| Лора Инглз     | Кадзуко Сугияма |
| Чарльз Инглз   | Сюусэй Накамура |
| Кэролайн Инглз | Эйко Масуяма    |
| Мэри Инглз     | Масако Сугая    |
| Кэрри Инглз    | Ёнэко Мацуканэ  |
| Мистер Эдвардс | Масааки Окабэ   |
| Сьюзи          | Тиэ Китагава    |

## Медия

### Аниме
Премьера экранизации 7 октября 1975 года по 30 марта 1976 года. Производством занимались студия Nippon Animation, под контролем режиссёра Эндо Сэйдзи, по сценарию Ямадзаки Ивао, Маруяма Масао, Тагути Сигэмицу, Такахаси Ниисан, Окадзаки Кунихико, а за дизайн персонажей отвечал Мори Ясудзи. Музыкальные партии написал Такасима Акихико. Транслировался по телеканалу TBS с 7 октября 1975 года по 30 марта 1976 года. Всего выпущено 26 серий аниме. Аниме также транслировалось на территории  Испании, Мексики и Перу. Итальянский дистрибьютор Five Record приобрёл права на экранизацию для трансляции и показа в Италии.

#### Список серий
| Список серий | Список серий                                                     | Список серий        |
| № серии      | Название                                                         | Трансляция в Японии |
| ------------ | ---------------------------------------------------------------- | ------------------- |
| 1            | «Маленький домик в Больших лесах» (大きな森の小さな家)           |                     |
| 2            | «Волчонок пришёл» (オオカミの子がやってきた)                     |                     |
| 3            | «Наше сокровище» (みんなの宝もの)                                |                     |
| 4            | «Мальчик в крытой повозке» (ほろ馬車の少年)                      |                     |
| 5            | «Новый дом за лесом» (森の向うの新しい家)                        |                     |
| 6            | «Медвежонок у водопада» (滝であった子熊)                         |                     |
| 7            | «Тоска по ковбоям» (あこがれのカウボーイ)                        |                     |
| 8            | «Зов фавна» (子鹿は呼んでいる)                                   |                     |
| 9            | «Пули, которые сделал папа» (とうさんのつくった弾丸)             |                     |
| 10           | «Бородатый гость» (ヒゲのお客さん)                               |                     |
| 11           | «Потерянная перелётная птица» (まいごの渡り鳥)                   |                     |
| 12           | «Куда пошёл Санта Клаус?» (サンタクロースはどこへいった?)        |                     |
| 13           | «Папа пропал в снежной буре» (吹雪に消えたとうさん)              |                     |
| 14           | «Путешествие в прерии» (大草原への旅立ち)                        |                     |
| 15           | «Большое приключение! Через озеро по льду» (大冒険!氷の湖を渡る) |                     |
| 16           | «Джек пропал» (いなくなった犬のジャック)                         |                     |
| 17           | «Джек вернулся!» (愛犬ジャック早く帰ってきて!)                   |                     |
| 18           | «Милые зверушки из прерий» (大草原のかわいい動物)                |                     |
| 19           | «Скоро построим! Наш новый дом» (早くつくって!新しい家)          |                     |
| 20           | «Стая волков окружает дом» (家をとりまいたオオカミの大群)        |                     |
| 21           | «Папа достроил новый дом» (とうさんのつくった新しい家)           |                     |
| 22           | «У нас появился милый телёнок!» (かわいい子牛がやってきた!)      |                     |
| 23           | «Опасно копать так глубоко» (命がけの井戸掘り)                   |                     |
| 24           | «Случилось нечто ужасное!» (大変なことが起こちゃった!)           |                     |
| 25           | «Мой дом горит» (わたしの家が燃えちゃうわ)                       |                     |
| 26           | «Пшеница! Наконец-то поспела!» (麦よ!いっぱい実って!)            |                     |